# Weikersheim (Adelsgeschlecht)

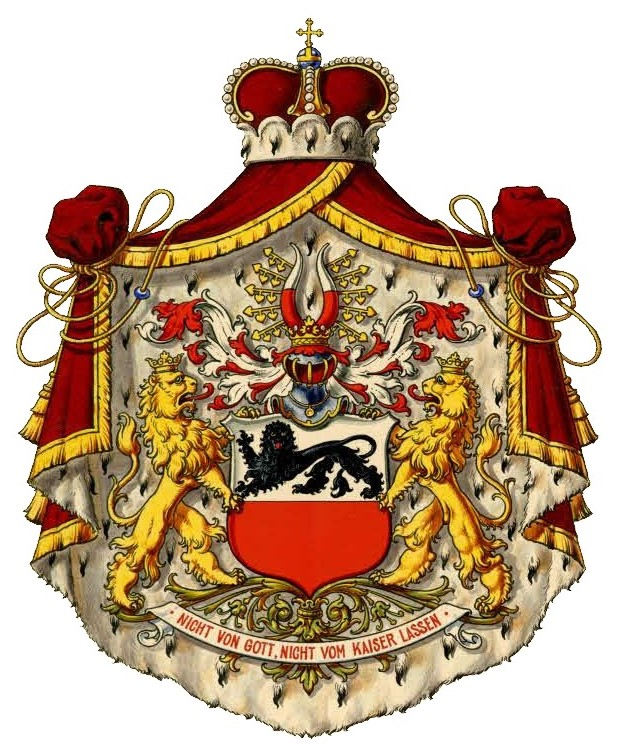
Wappen derer von Weikersheim von 1911

Die Weikersheim waren ein aus Württemberg stammendes österreichisches Adels- und Fürstengeschlecht, das zwischen 1911 und 1983 respektive 2019 bestand.

## Geschichte

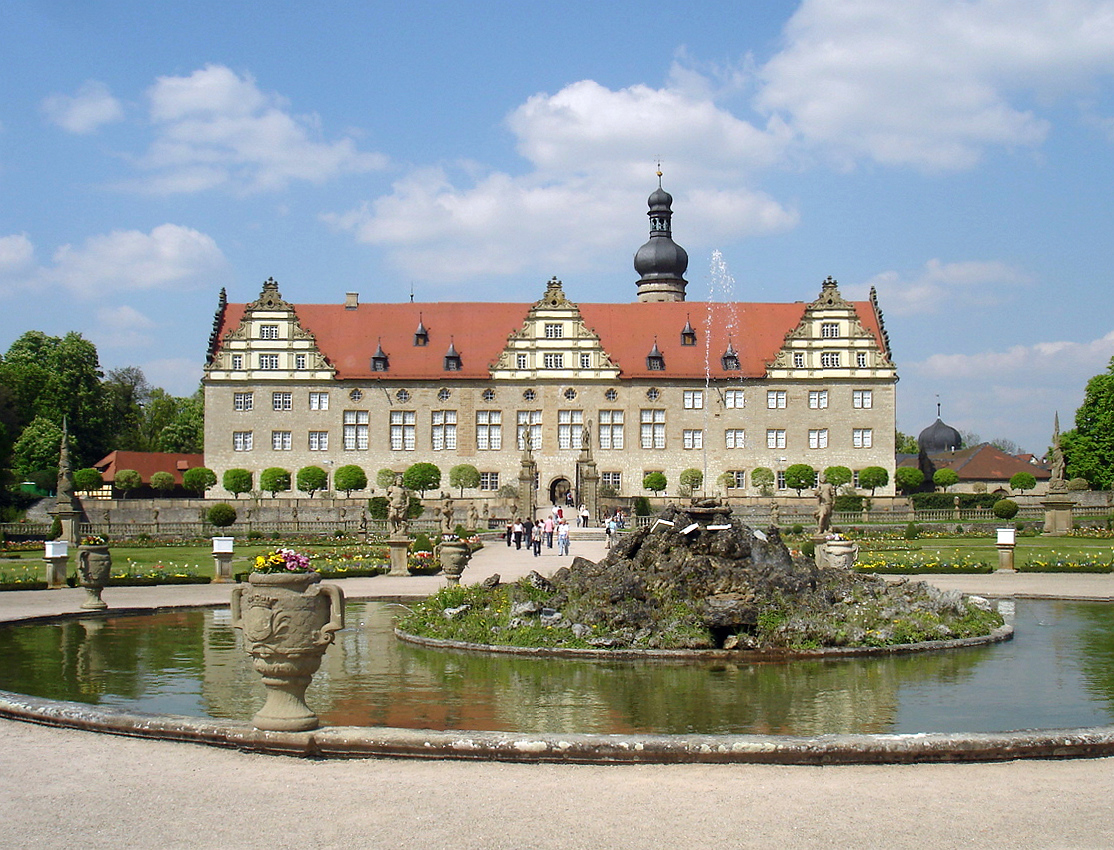
Schloss Weikersheim

Karl zu Hohenlohe-Langenburg (1829–1907), der 5. Fürst des Hauses Hohenlohe-Langenburg, heiratete 1861 in Paris die aus Weikersheim gebürtige Marie Dorothea Grathwohl (1837–1901), Tochter des Metzgers Georg Andreas Grathwohl und der Friederike Grathwohl. Diese Ehe galt als unstandesgemäß, doch erreichte Karl 1862 die Erhebung seiner Frau in den württembergischen Adel unter dem Namen von Bronn. Diese Verleihung galt auch für ihre Nachkommen, ebenso wie die am 4. März 1890 durch König Karl I. von Württemberg erfolgte Erhebung in den württembergischen Freiherrenstand als Freifrau von Bronn. Das Ehepaar führte zunächst in Weikersheim und seit 1877 in Salzburg ein zurückgezogenes Leben. Die österreichische Anerkennung des württembergischen Freiherrenstandes erfolgte 1891. 
Aus der Ehe gingen folgende Kinder hervor: Carl (1862–1925), Viktoria (1863–1946) und Beatrix (1868–1932). Carl Freiherr von Bronn erreichte am 18. Juli 1911 eine weitere Standeserhöhung, indem er und seine erstgeborenen männlichen Nachkommen durch Kaiser Franz Joseph I. von Österreich als Fürsten von Weikersheim in den österreichischen Fürstenstand aufgenommen wurden, und seine übrigen Abkömmlinge das Recht erhielten, in Zukunft den Titel Grafen und Gräfinnen von Weikersheim zu führen. Nach seinem Tod am 28. September 1925 ging der Fürstentitel auf seinen ältesten Sohn Carl Rudolf (1900–1945) über, der jedoch bereits nach zwei Tagen für sich und seine eventuellen Nachkommen auf den Fürstenstand verzichtete und sich weiterhin Graf von Weikersheim nannte. Er war seit 23. Februar 1925 in erster Ehe mit Valerie Dlugay verheiratet, nach deren Tod 1936 heiratete er 1940 erneut. Carl Rudolf ist seit Februar 1945 in Russland kriegsvermisst. Mit seinem jüngeren Bruder Franz (1904–1983), der ihm nach dem Verzicht am 30. September 1925 als Fürst von Weikersheim folgte, erlosch das Haus 1983 im Mannesstamm. Die letzte Agnatin verstarb 2019.

## Genealogie
1. Karl zu Hohenlohe-Langenburg (1829–1907), 5. Fürst des Hauses Hohenlohe-Langenburg ⚭ 1861 in Paris Marie Grathwohl (1837–1901) und hatte folgende Nachkommen:
  1. Carl Freiherr von Bronn, 1. Fürst von Weikersheim (1862–1925) ⚭ 1899 in Prag Maria Aloysia Gräfin Czernin von und zu Chudenitz (1879–1963) und hatte 5 Kinder:
    1. Carl Rudolf, 2. Fürst von Weikersheim 1925, danach Graf von Weikersheim (1900–1945) ⚭ 1925 in Alt Berun Valerie Dlugay (1905–1936), ⚭ 1940 in Mährisch-Schönberg Ludwiga Pospiech (1916–)
    2. Marie Emma Gräfin von Weikersheim (1901–1958)
    3. Franz Maria, 3. Fürst von Weikersheim (1904–1983) ⚭ 1936 in Wien Irma Prinzessin zu Windisch-Graetz (1913–1984) und hatte 1 Tochter:
      1. Cecilia Gräfin von Weikersheim (1937–2019) ⚭ 1960 in London Alexander Dundas McEwen (1935–2008), Sohn von Sir John Helias Finnie McEwen of Marchmont and Bardrochat, 1st Baronet, und hatte 1 Tochter, 2 Söhne[3]

    4. Aloysia Maria Gräfin von Weikersheim (1906–1988) ⚭ 1930 in Andechs Rudolf Hofmüller (1898–1976) und hatte 3 Töchter
    5. Emma Philippine Gräfin von Weikersheim (1907–1977)

  2. Viktoria Freiin von Bronn (1863–1946) ⚭ 1879 in Salzburg Ernst Christian Ritter von Manner zu Mätzelsdorff (1844–1922)
  3. Beatrix Freiin von Bronn (1868–1932)

## Wappen
Das fürstliche Wappen von 1911 war geteilt; oben in Silber ein schreitender schwarzer Leopard mit niedergeschlagenem Schweif (Hinweis auf das Wappen Hohenlohe), unten Rot ohne Bild. Fürstenhut und -mantel.